# Општина Бранковени (Олт)
Бранковени (рум. Brâncoveni) општина је у Румунији у округу Олт.
Oпштина се налази на надморској висини од 95 m.